# Mannosylierung
Die Mannosylierung ist eine posttranslationale Proteinmodifikation, die zu den Glykosylierungen zählt. Hierbei wird eine Mannose-Gruppe an ein Protein angehängt.

## Eigenschaften

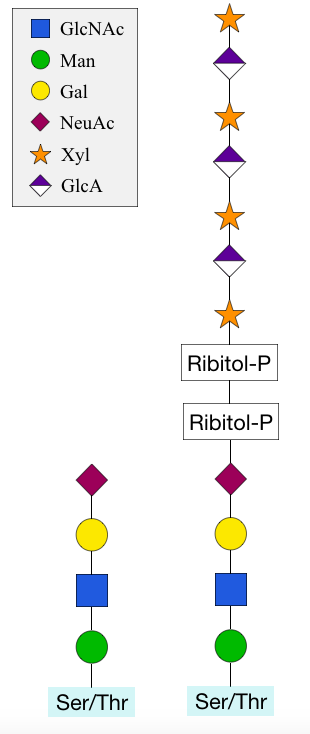
O-Mannosylierung an α-Dystroglycan mit anschließender Modifikation.

Mannosylierungen zählen zu den Glykosylierungen. Diese werden von Mannosyltransferasen katalysiert, die Dolichol-Mannose auf Proteine übertragen. Dabei lässt sich zwischen O-Glykosylierungen und C-Glykosylierungen unterscheiden.
O-Mannosylierungen werden von Protein-O-Mannosyltransferasen 1 und 2 (PMT) im Endoplasmatischen Retikulum, anders als andere O-Glykosylierungen, durchgeführt. Gendefekte in den Genen, die für PMT codieren (POMT1 und POMT2), führen zu Limb-Girdle-Muskeldystrophie, Walker-Warburg-Syndrom oder Muscle-Eye-Brain-Krankheit.
Die C-Mannosylierung ist die einzig bekannte C-Glykosylierung. Dabei hängt die C-Mannosyltransferase α-Mannose an Tryptophan in einer Trp-x-xTrp-Sequenz an. Diese Sequenzen kommen häufig in Thrombospondin repeats und Cytokinrezeptoren vor.